# Brégence
Pour les articles homonymes, voir Bregenz (homonymie) et Brigance.
 (janvier 2023).
Si vous disposez d'ouvrages ou d'articles de référence ou si vous connaissez des sites web de qualité traitant du thème abordé ici, merci de compléter l'article en donnant les références utiles à sa vérifiabilité et en les liant à la section « Notes et références ».
Brégence (en allemand : Bregenz), anciennement Brigance en français, est le chef-lieu du Vorarlberg, province la plus à l'ouest de l'Autriche. Sa superficie est de 29,50 km2, elle abrite 29 534 habitants (01/01/2021) et est la 3e plus grande ville du Vorarlberg (après Dornbirn et Feldkirch). Elle se situe sur la rive droite du lac de Constance, au pied de la montagne Pfänder (1 062 m).
Elle est parcourue par la rivière Bregenzer Ach. Brégence se trouve sur le tracé et la voie fluviale de la vallée du Rhin, au pied des Alpes allemandes. La Suisse se trouve à 5 km et l’Allemagne est encore plus proche.

## Histoire
Les premières colonies sont fondées vers 1500 av. J.-C.. Les Brigantii, peuple celtique tirant peut-être son nom de la déesse Brigantia, sont arrivés à partir de 400 av. J.-C. au Vorarlberg.
En 15 av. J.-C., les Romains envahissent cette région et y fondent la ville Brigantium. Les fouilles ont révélé de nombreux vestiges antiques comme ceux du théâtre romain, mais ils ont tous été réenfouis.
La ville est détruite pendant les invasions (migration des peuples germains) en 259.
La principauté de Habsbourg achète le comté de Brégence en 1451. Lorsque la famille noble des comtes de Montfort de la région du lac de Constance s’éteint, Brégence est rattachée au duché autrichien.
De 1805 à 1814, Brégence appartient au royaume de Bavière. En 1815, au Congrès de Vienne, la Bavière renonce à la région du Vorderösterreich, dont Brégence fait partie. Le Vorarlberg fait de nouveau partie du royaume d’Autriche. En 1861, le Vorarlberg reçoit son propre parlement d’un Land, qui siège à Brégence.
Jusqu’au début de la Première Guerre mondiale, Brégence est une garnison de l’armée impériale et royale d'Autriche-Hongrie.
Jusqu'en 1918, la ville fait partie de la monarchie autrichienne (empire d'Autriche), puis Autriche-Hongrie (Cisleithanie après le compromis de 1867), chef-lieu du district de Bregenz, l'un des trois Bezirkshauptmannschaften dans la province du Vorarlberg.
En 1918, l’administration du Tyrol et celle du Vorarlberg se séparent. Le Vorarlberg devient un Land indépendant ayant pour chef-lieu Brégence.
Le 30 avril 1945, des unités de la 5e division blindée (France) de la 1re armée française (général De Lattre de Tassigny) (les Combat Command C.C.4 et C.C.5 et le premier bataillon de choc) occupent la ville après un intense bombardement par l'artillerie et l'aviation alliées.

## Démographie
| 1971   | 1981   | 1991   | 2001   | 2011   | 2021   |
| ------ | ------ | ------ | ------ | ------ | ------ |
| 23 179 | 24 561 | 27 097 | 26 752 | 27 831 | 29 534 |

## Culture
Brégence propose une offre culturelle diversifiée composée d'évènements saisonniers avec divers festivals, comme une offre permanente avec ses musées et son patrimoine.

### Bregenzer Festspiele
La ville est surtout réputée pour les Bregenzer Festspiele, un festival d’été de musique qui a lieu en juillet et août. Chaque année, ce festival attire plus de 100 000 visiteurs (166 453 en 2011), avec une recette de l’ordre de 20 millions €,.
Sa grande attraction est la pièce jouée sur une scène flottante sur le lac de Constance. Avec une capacité de 7000 spectateurs, c’est la plus grande scène en plein air du monde. Au jeu scénique s’ajoute le cadre naturel du lac, les décors gigantesques et une acoustique particulière reposant sur la technique de l’effet psychoacoustique de priorité (appelé effet Haas).
Lors du premier festival de 1946, l’opéra Bastien et Bastienne de Mozart et sa Petite musique de nuit chorégraphiée en ballet furent représentés sur la scène flottante. Dans les premières années, ce furent surtout des opérettes et Singspiele qui furent proposés. Depuis les années soixante-dix, ce sont surtout des opéras du répertoire international et des comédies musicales qui sont choisis. Depuis 1985, l’œuvre représentée reste deux années au programme. En 2017-2018, l’opéra Carmen de Bizet est représentée, avec comme décors deux mains géantes, et en 2019-2020 Rigoletto de Verdi.
En plus des représentations sur la scène du lac, on peut assister à des concerts ou des opéras dans le théâtre de Brégence. Il a été érigé en relation avec la scène flottante de 1977 à 1980 et a une capacité de 1765 places. Il sert parfois de repli pour une représentation réduite en cas de mauvais temps. Pendant et avant le festival, crossculture propose un programme à destination des enfants et des jeunes.

### Festival de Jazz de Brégence
Le Festival de Jazz de Brégence a lieu tous les ans en juin depuis 2014. Il succède au festival de Blues New Orleans Festival qui avait lieu de 1999 à 2013.

### Printemps de Brégence
Le Bregenzer Frühling est un festival de danse qui a lieu depuis 1987 tous les ans, entre mars et mai au théâtre de la ville. Des troupes du monde entier présentent leurs spectacles, avec entre autres, des premières en Autriche. Avec une recette de l’ordre de 500 000 euros et jusqu’à 10 000 spectateurs, le Printemps de Bregenz est un des festivals de danse les plus importants d’Autriche.

### FAQ Bregenzerwald
La région accueille également le FAQ Bregenzerwald, un forum social à caractère festivalier. Sur différents sites de la région sont proposées des conférences, des discussions, des lectures, des concerts, des promenades guidées et des expériences culinaires sur 4 à 6 jours selon les éditions. Les sujets centraux définis par les créateurs du festival, sont des questions fréquemment posées (frequently asked questions, soit « FAQ »), des questions de société déjà posées dans le passé, des questions sur le futur ou encore des questions d'actualité.

### Musées
Le musée d'art de Brégence (en allemand Kunsthaus Bregenz, abrégé en KUB) est un établissement de renommée internationale qui expose des œuvres d'art contemporain.
Le musée du Vorarlberg (en allemand Vorarlberger Landesmuseum, abrégé en VLM) présente l'histoire et l'art de la région du Vorarlberg. Fondé en 1857, ses collections regroupent les domaines de l'architecture, de l'histoire, des arts et du folklore.
La maison des artistes (en allemand Künstlerhaus Bregenz) était à l'origine appelée villa Gülich, puis palais Thurn und Taxis. Il s'agit d'un centre international pour l'art contemporain. Le palais classé monument historique a été construit en 1848 et a été rénové en 1983.

### Églises
- Église Catholique Saint Gall (Kirche Sankt Gallus)
- Église Catholique du Sacré-Coeur de Jésus (Herz Jesu Kirche)
- Église Catholique Saint Gebhard (Katholische Kirche Sankt Gebhard) et son grand-orgue très moderne.
- Église Abbatiale du Monastère de Mehrerau  (Kloster Mehrerau)
- Église protestante de la Croix (Evangelische Kreuzkirche)
- Chapelle de Notre-Dame de la Mer (Seekapelle zu unser lieben Frau am See)
- Église de Marie Auxiliatrice et du Vorarlberg (Pfarrkirche Mariahilf und Heldendankkirche von Vorarlberg), qui est un mémorial des morts de la guerre de 1914-1918.
- Église Saint Colomban (Kirche Sankt Kolumban)

### Patrimoine architectural et lieux touristiques

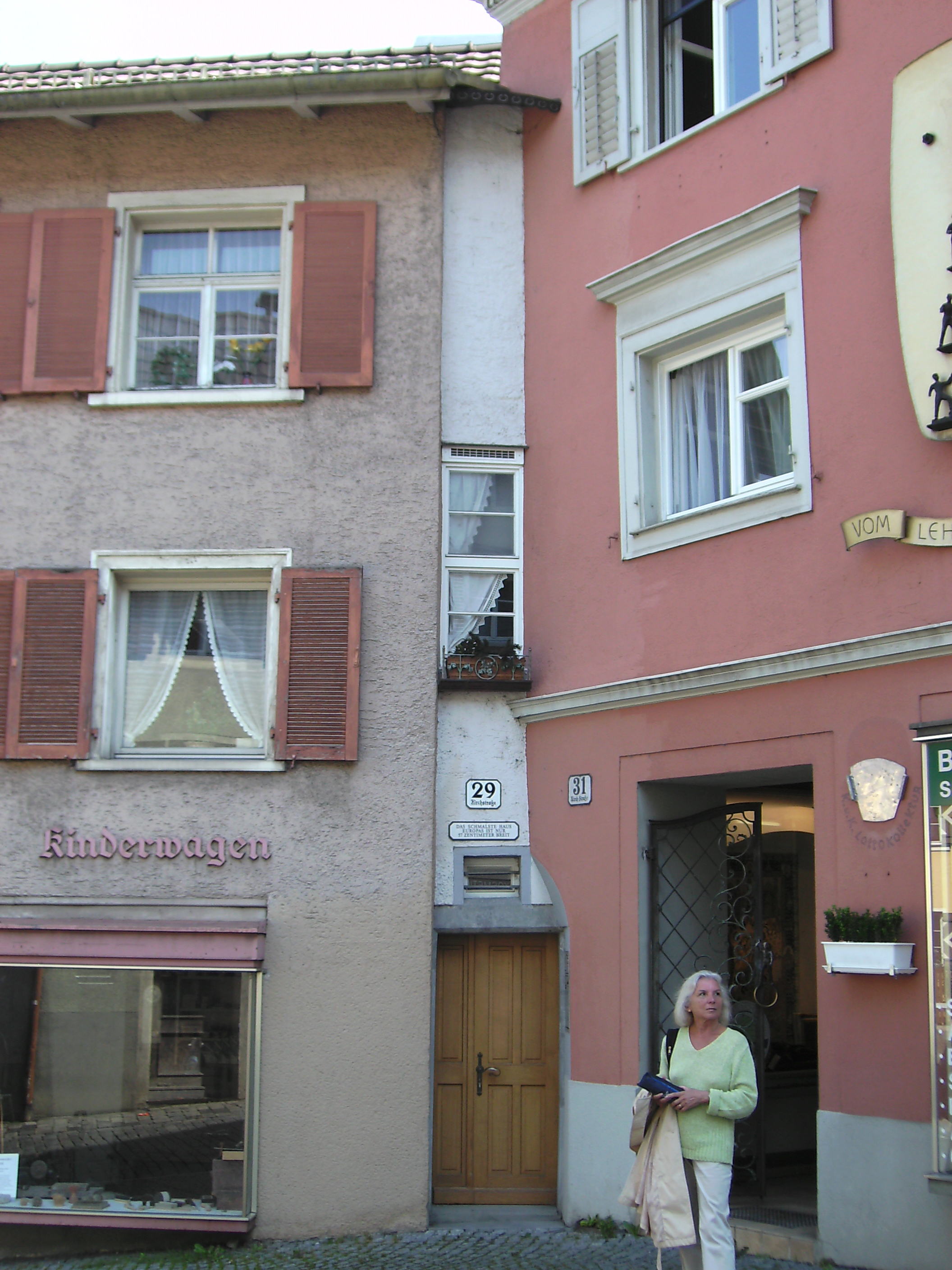
La maison la plus étroite d'Europe, sise au 29 rue de l'église à Bregenz, seulement 57 centimètres de largeur !

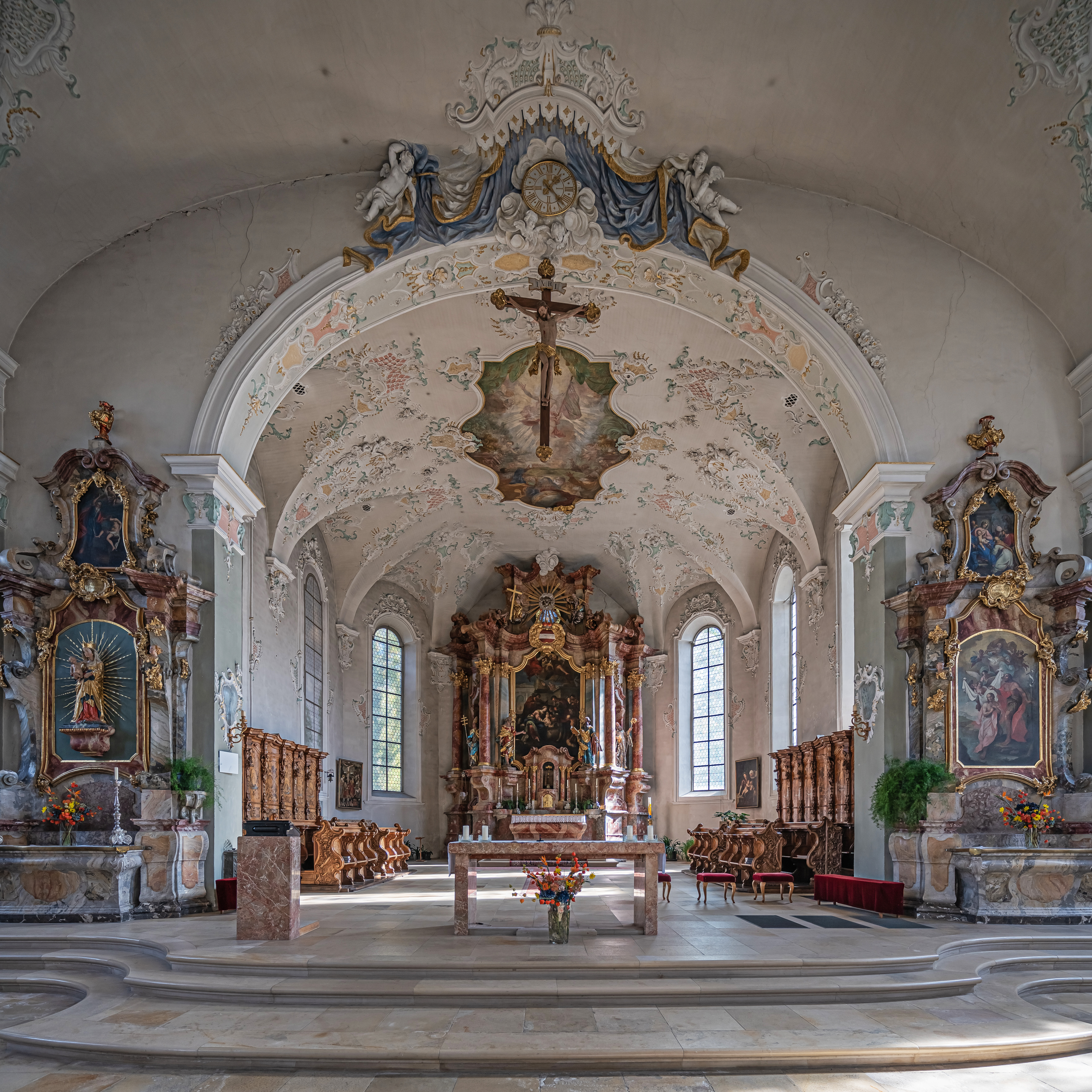
Dans la Pfarrkirche Bregenz-St. Gallus. Octobre 2022.

Les autres lieux touristiques sont la tour Saint-Martin, la Maison de l’Art, le bâtiment de la Poste et la promenade le long du lac. Brégence accueille aussi la bibliothèque régionale (Landesbibliothek).
Au n°29 de la rue de l'Église (Kirchstraße), se situe une maison qui selon la plaque qui y est apposée en façade serait la plus étroite d'Europe. Son pas de porte n'est large que de 57 cm. Elle est néanmoins un peu plus large en enjambant à l'étage son voisin sis au n°31. Cette maison atypique a été construite en 1796 et propose une surface habitable de 60 m2.
Plusieurs circuits de découverte de l'architecture du Vorarlberg passent par Brégence. Ces « Architektouren » sillonnent les régions rurales ou citadines, en voiture ou en transports publics. Ils incluent des visites dans des musées ou autres édifices publics, des pauses culinaires ou artistiques.
On y trouve l'hotel Post Bezau de Susanne Kaufmann.

### Sport
En été, il est possible de pratiquer la baignade, le skate, le jogging, le vélo le long du lac et en hiver le patin à glace. On peut randonner dans la montagne Pfänder en été, et y skier ou faire de la luge en hiver.
En octobre, le « marathon des Trois Pays » du lac de Constance a lieu tous les ans à Brégence. L’itinéraire passe par sur les rives des trois pays : Allemagne, l’Autriche et la Suisse, pour arriver à Brégence.

## Galerie

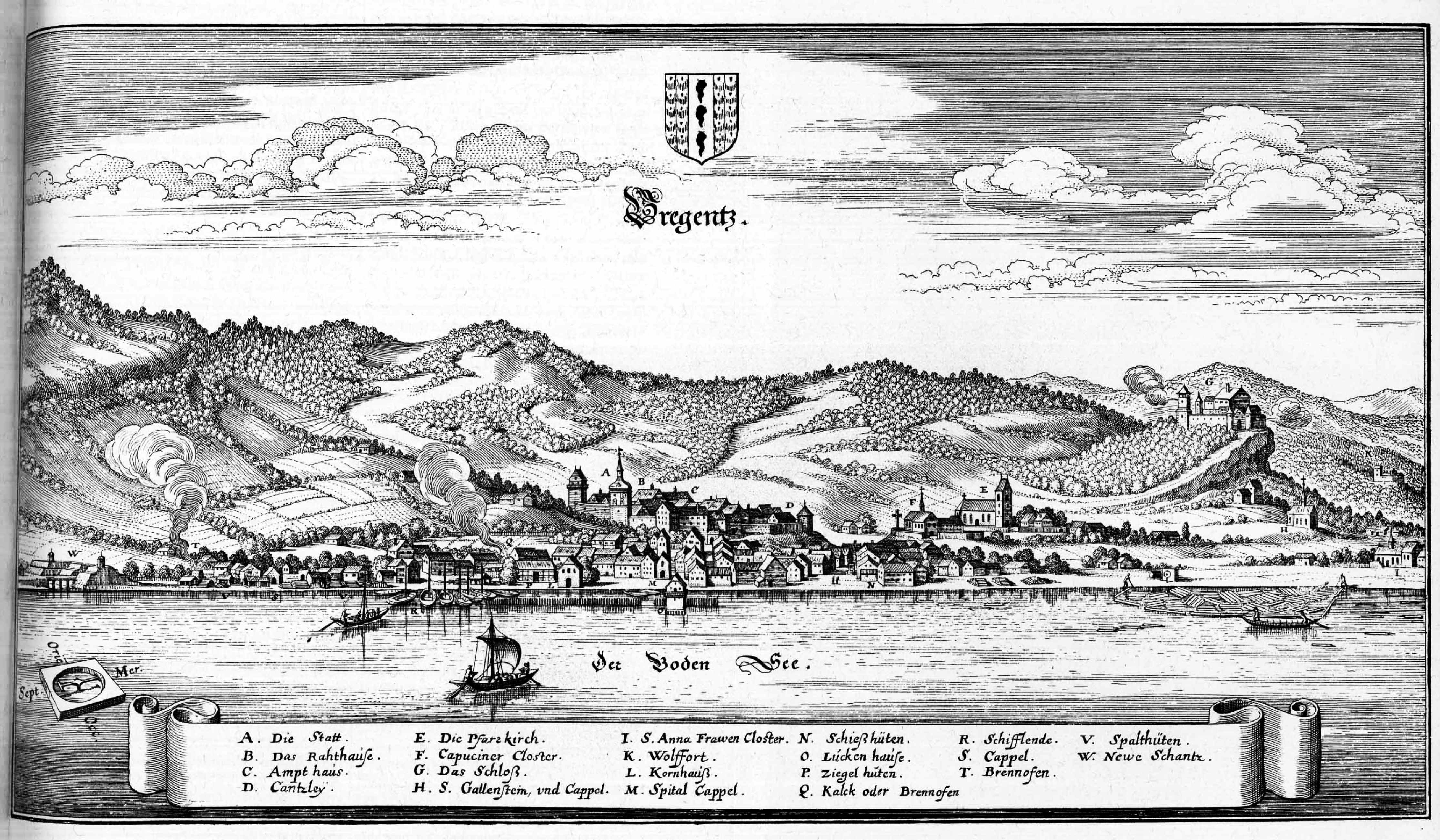
Bregenz vers 1650.
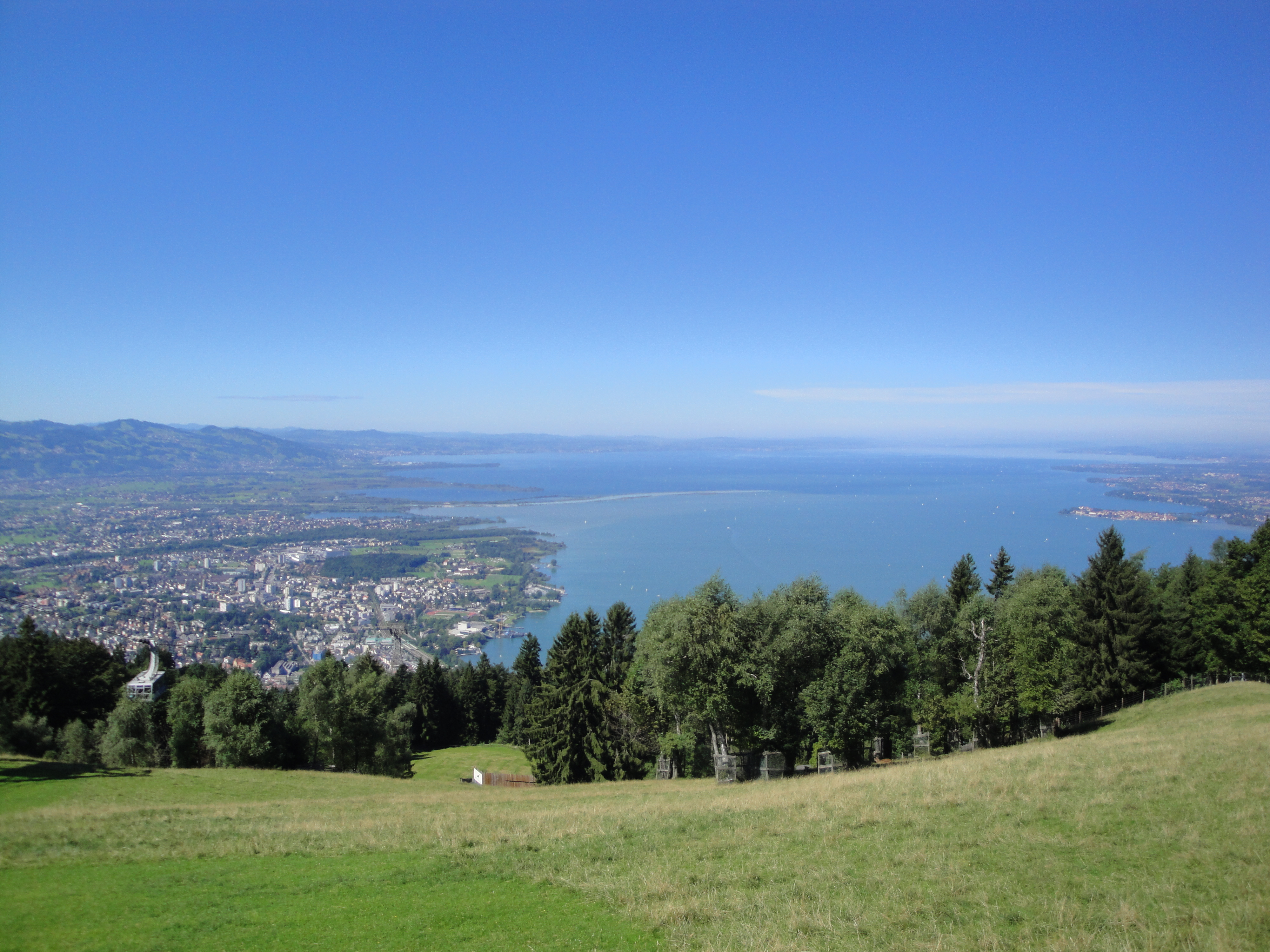
Le Pfänder surplombant Brégence.
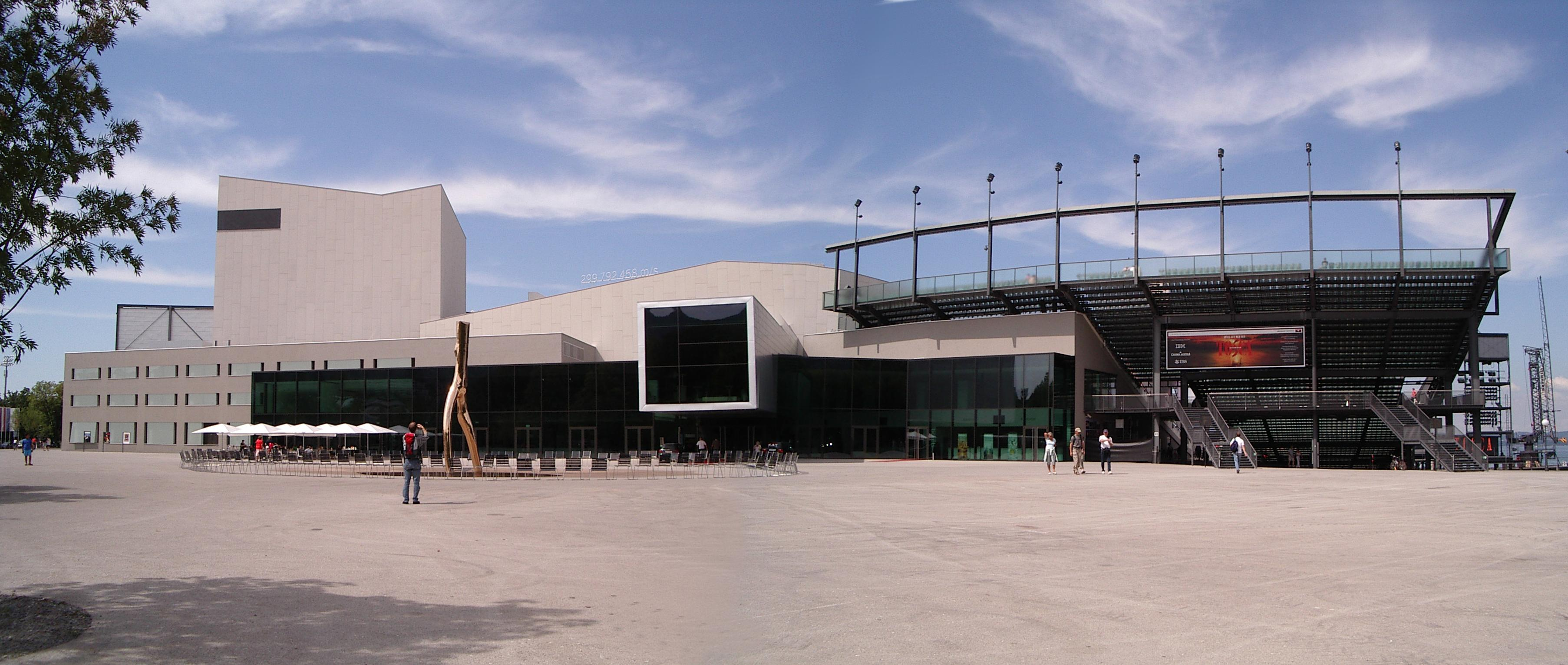
Centre des Congrès et de la Culture.
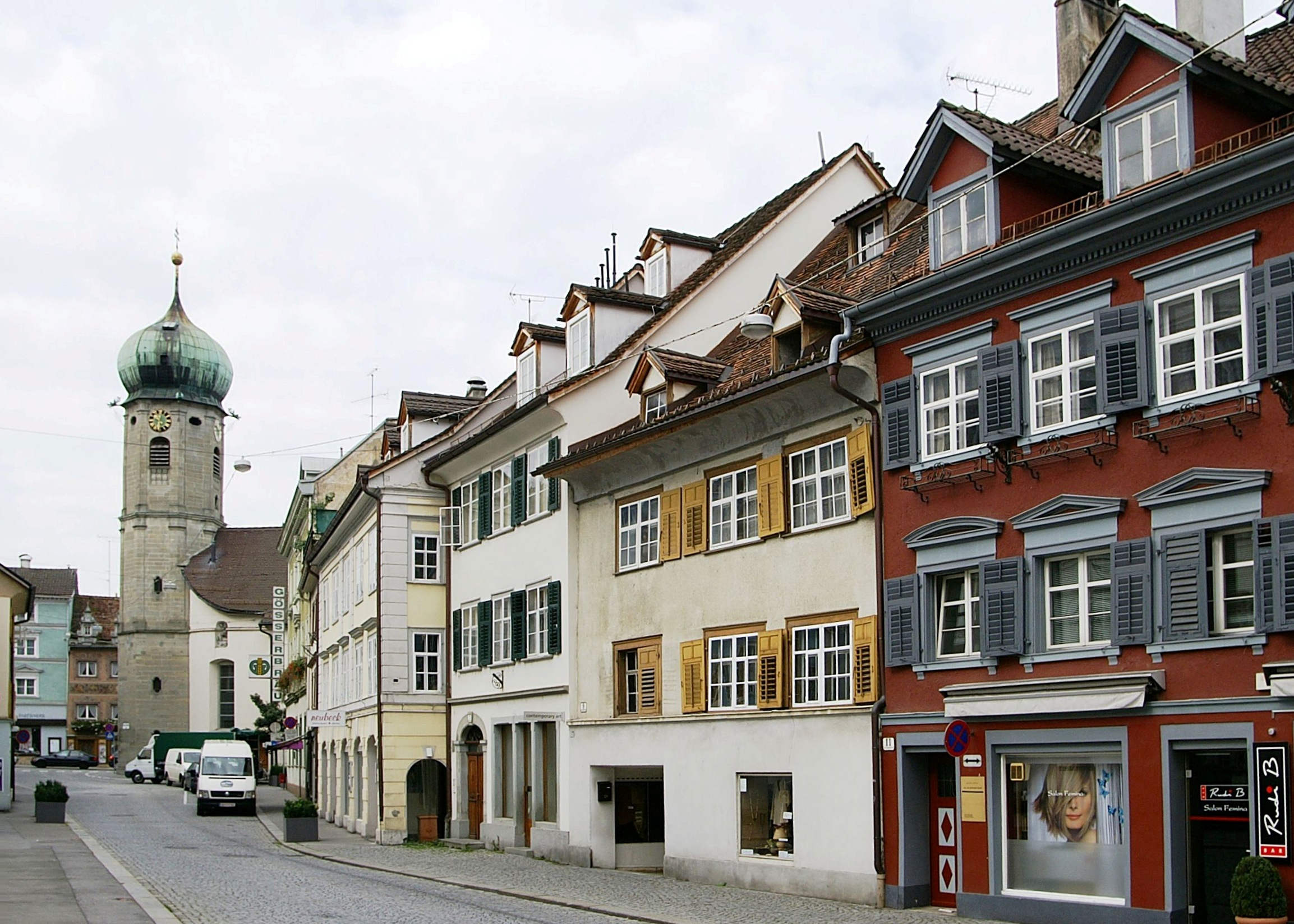
La rue Anton Schneider.
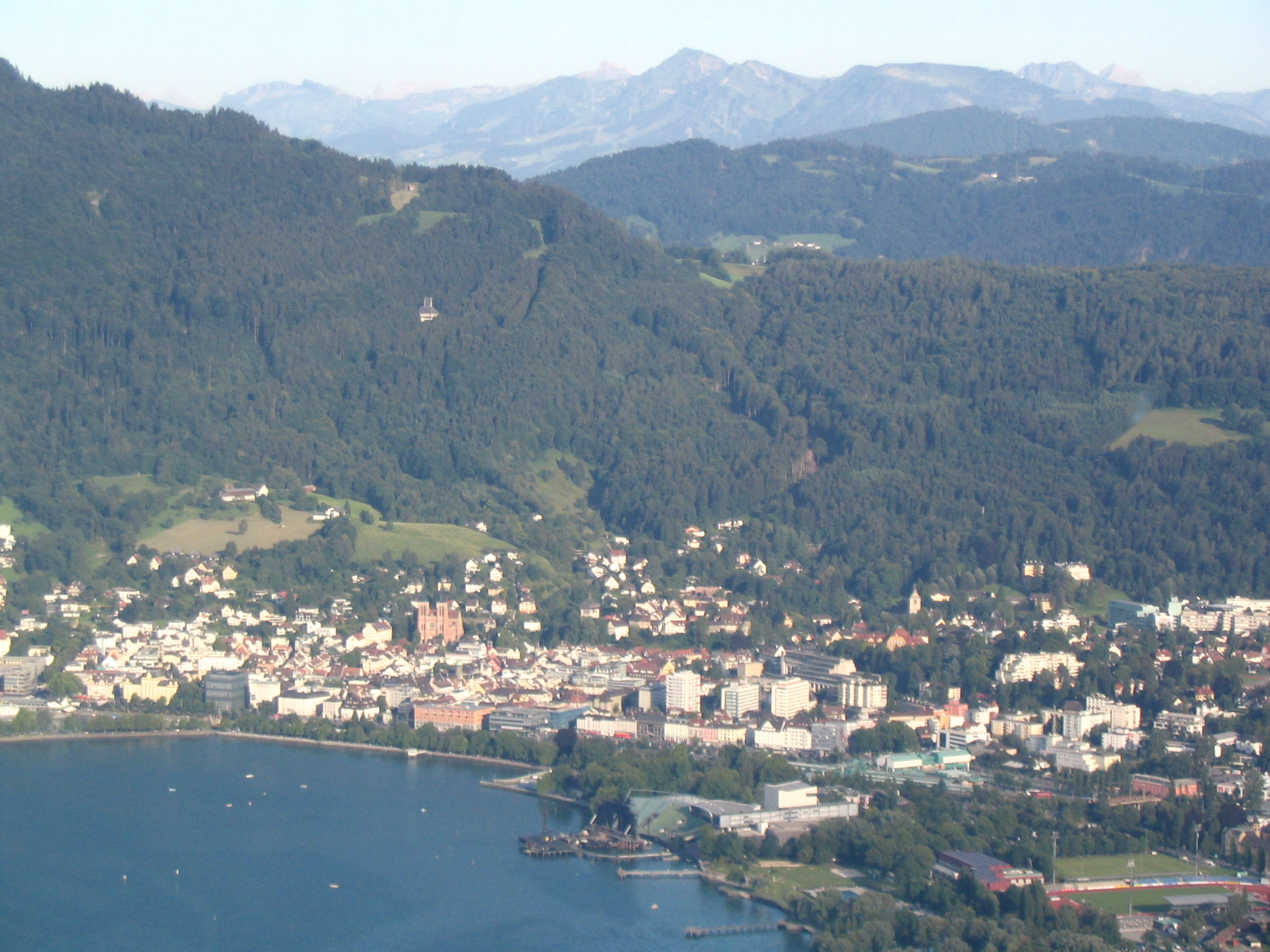
Vue aérienne.
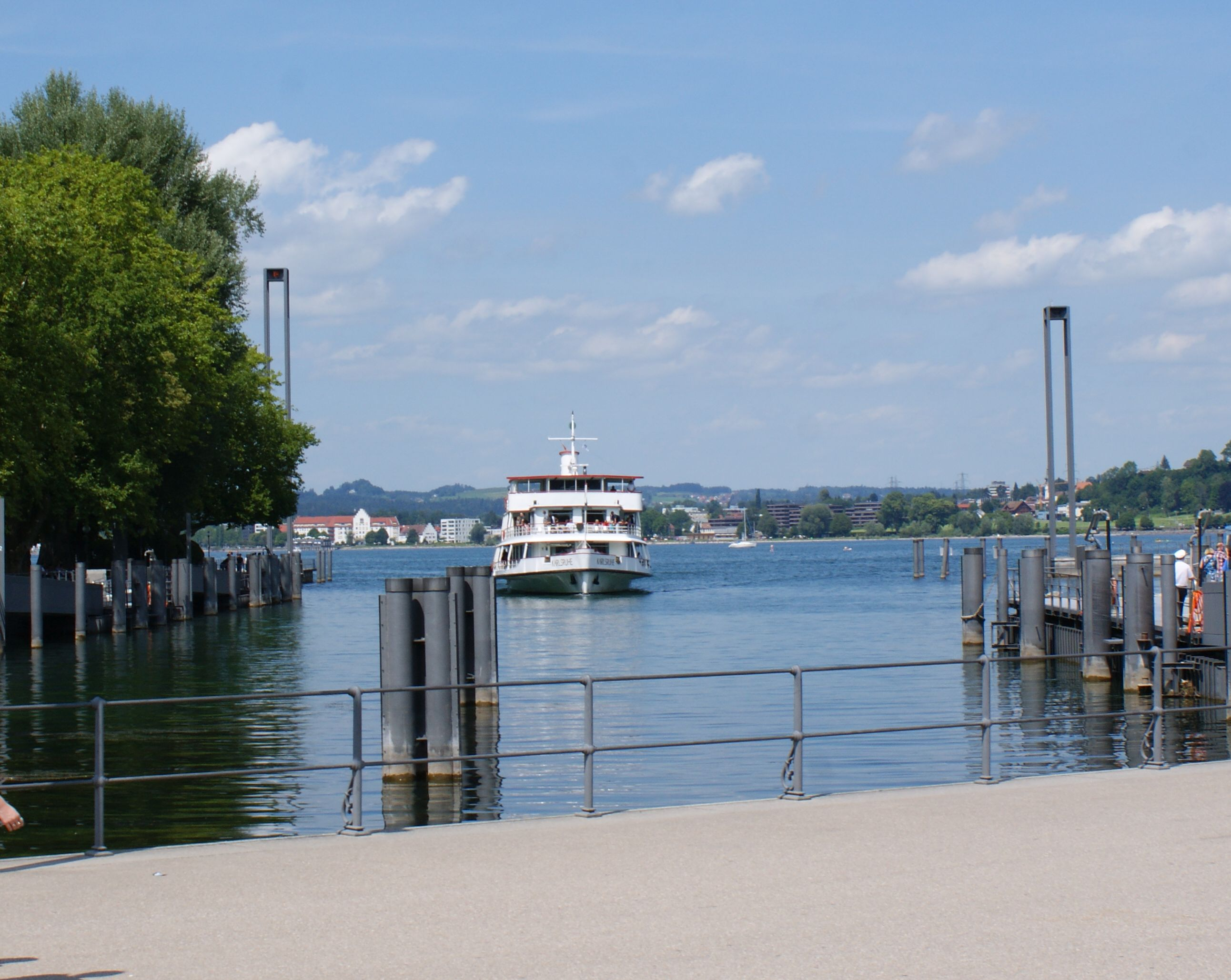
Le lac de Constance à Brégence.
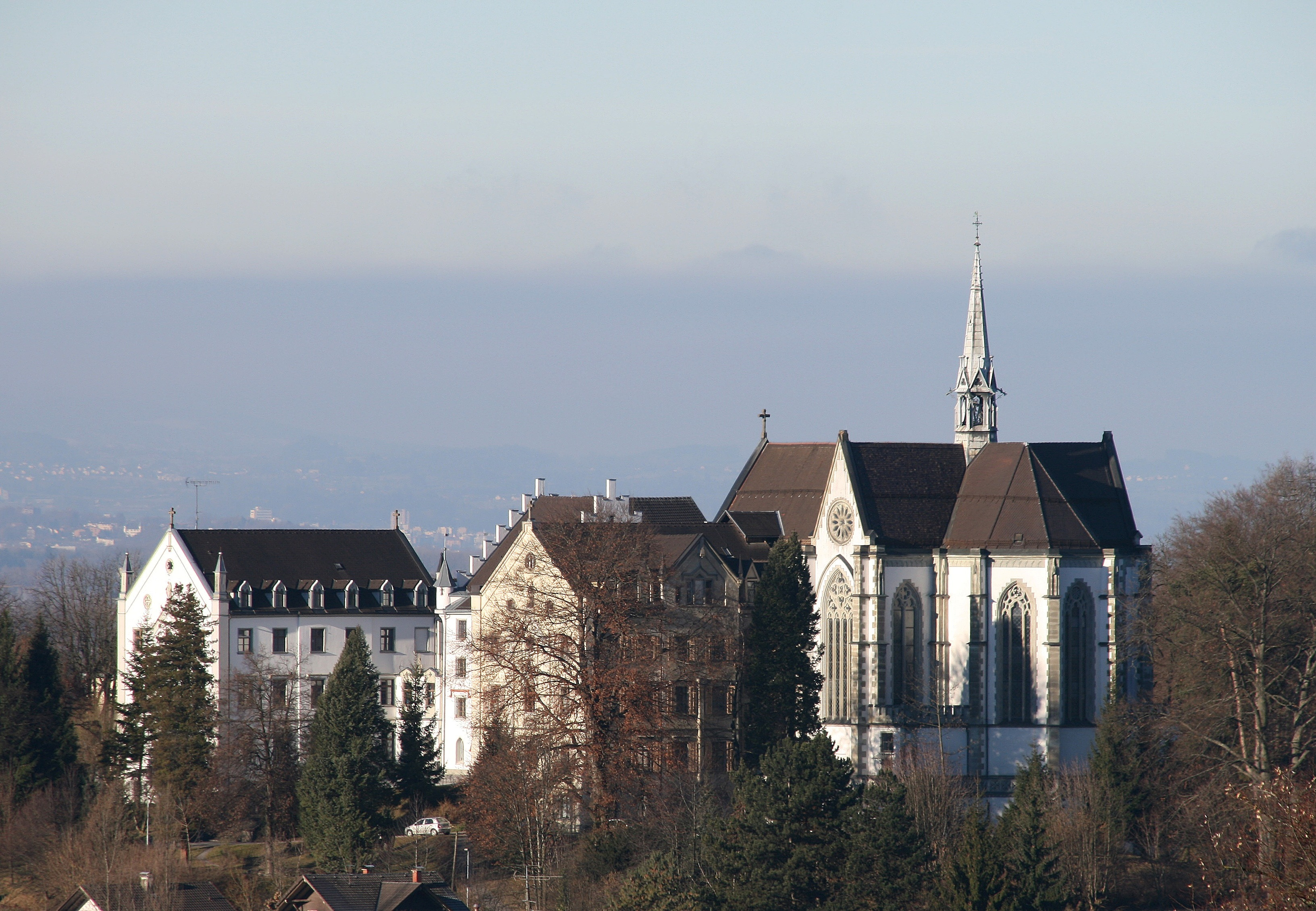
Le Sacré-Cœur.
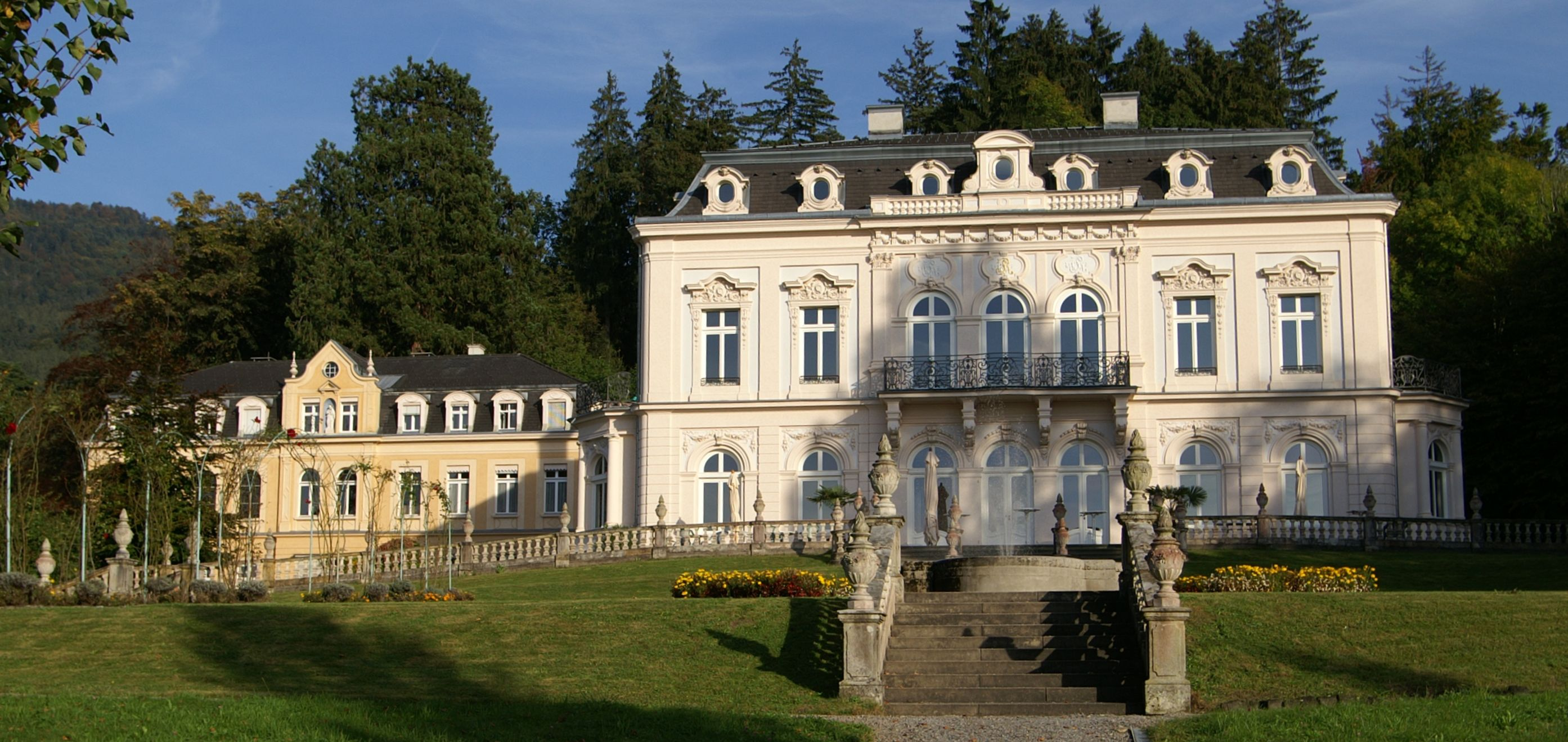
La villa Raczyński.
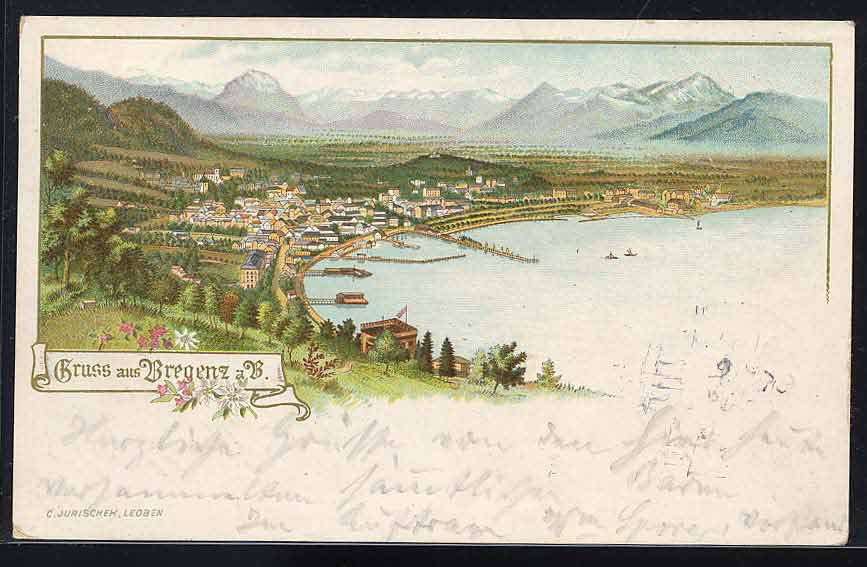
Bregenz en 1895.
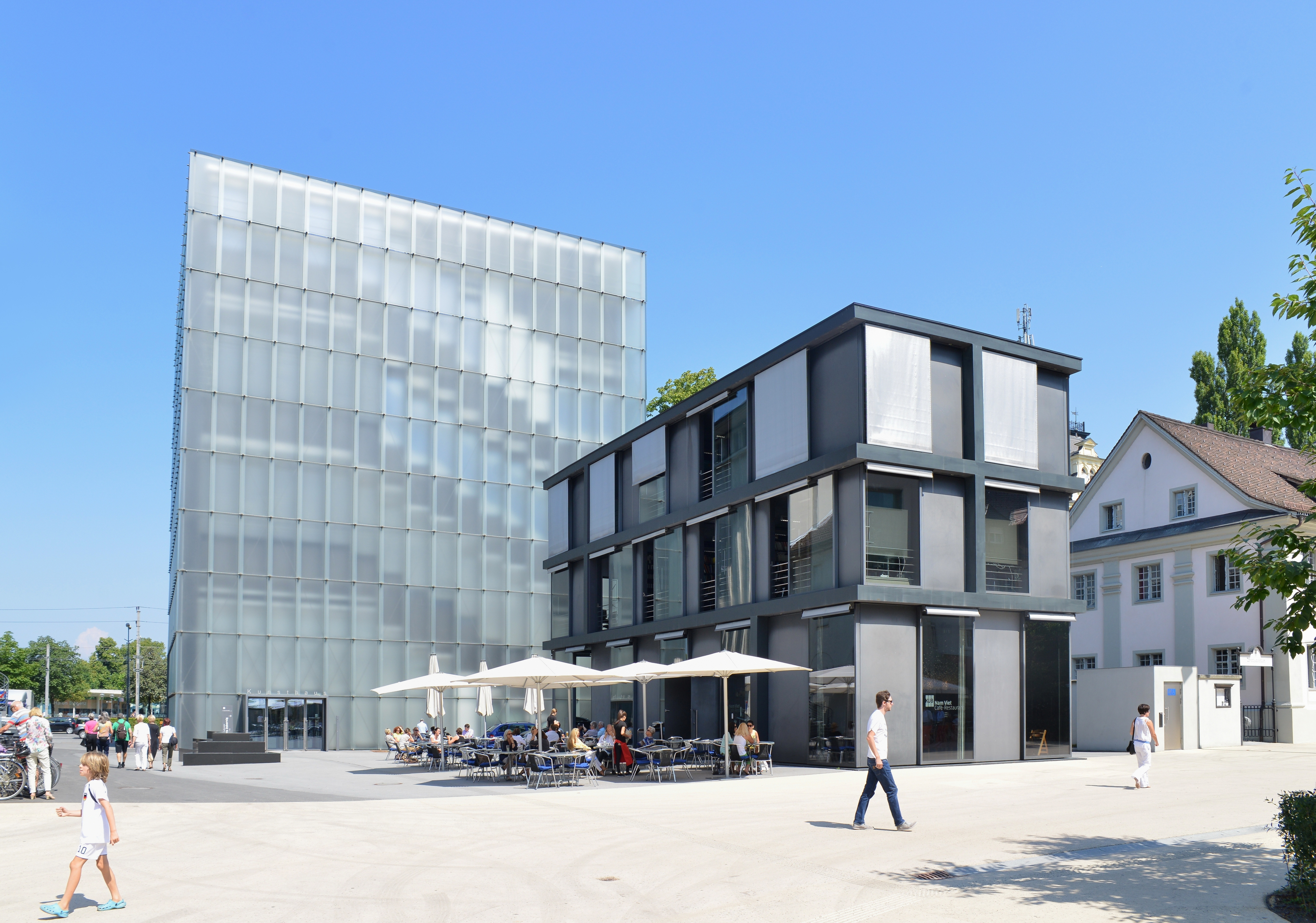
Maison des Arts de Brégence.

## Jumelages
| Ville | Ville  | Pays | Pays        |
| ----- | ------ | ---- | ----------- |
|       | Acre   |      | Israël      |
|       | Bangor |      | Royaume-Uni |

## Personnalités liées à la ville
- Jakob Rem (1546-1618), prêtre jésuite et serviteur de Dieu, est né à Brégence.
- Hans-Peter Martin, homme politique et polémiste autrichien né à Brégence en 1957.
- Robert Schneider, écrivain né à Brégence en 1961.
- Stefan Sagmeister, graphiste né à Brégence en 1962.
- İlber Ortaylı (né en 1947), universitaire turc.
- Maria Stromberger (1898-1957), infirmière résistante autrichienne au sein du camp de concentration d'Auschwitz, y est morte.